# سلمان‌آباد (ورامین)
سلمان‌آباد، روستایی از توابع بخش جوادآباد شهرستان ورامین در استان تهران ایران است.

## جمعیت
این روستا در دهستان بهنام عرب جنوبی قرار دارد و براساس سرشماری مرکز آمار ایران در سال ۱۳۸۵، جمعیت آن ۹۹۸ نفر (۲۴۲خانوار) بوده‌است.